# Conjunt urbà de la plaça de Sant Miquel (Capellades)
Conjunt urbà de la plaça de Sant Miquel és una obra de Capellades (Anoia) protegida com a Bé Cultural d'Interès Local.

## Descripció
La Plaça de Sant Miquel és un espai urbà de planta sensiblement rectangular que funciona com a nexe d'unió dels dos carrers principals del nucli antic, el carrer Major i el carrer de Sant Francesc. Està constituïda per edificis d'habitatges entre mitgeres de diferents èpoques, tot i que seguint un model compositiu similar: construccions de tres o quatre altures amb coberta de teula àrab a dues vessants amb el carener paral·lel a la façana. Destaquen algunes edificacions com la Casa Romañà (Plaça Sant Miquel, 11-12), Casa Antoni Romaní Gubern (Plaça Sant Miquel, 23-24) que compten amb alguns elements destacables a nivell arquitectònic.

## Història
La Plaça de Sant Miquel pot remuntar-se a un origen medieval, tot i que el traçat actual data del segle xvii, amb grans reformes durant els segles XVIII i xix.